# Banco do Nordeste
Banco do Nordeste do Brasil S.A. (BNB) (deutsch: Bank des Nordostens) ist eine brasilianische Entwicklungsbank mit Hauptsitz in Fortaleza, Ceará. 
Durch die Zusammenarbeit mit Gläubigern und Entwicklungshelfern und den mit diesen vernetzten 300 eigenen Filialen ist es dem Kreditinstitut möglich, die Bevölkerung mit Mikrofinanzkrediten in Wert von 15 Milliarden Brasilianischer Real an etwa 2000 Orten im nordöstlichen Raum Brasiliens, sowie den nördlichen Gebieten von Minas Gerais und Espírito Santo, zu versorgen. Damit betreut die Bank das größte Mikrofinanzprogramm in Südamerika.
Die Bilanzsumme 2017 betrug 16,2 Milliarden $, der Bilanzgewinn 205,6 Millionen $.  